# جاك أ. دبليو. بينيت
جاك أ. دبليو. بينيت (بالإنجليزية: J. A. W. Bennett)‏ هو أديب وأستاذ جامعي نيوزيلندي، ولد في 28 فبراير 1911 في أوكلاند في نيوزيلندا، وتوفي في 29 يناير 1981 في لوس أنجلوس في الولايات المتحدة.